# Kalliosaari

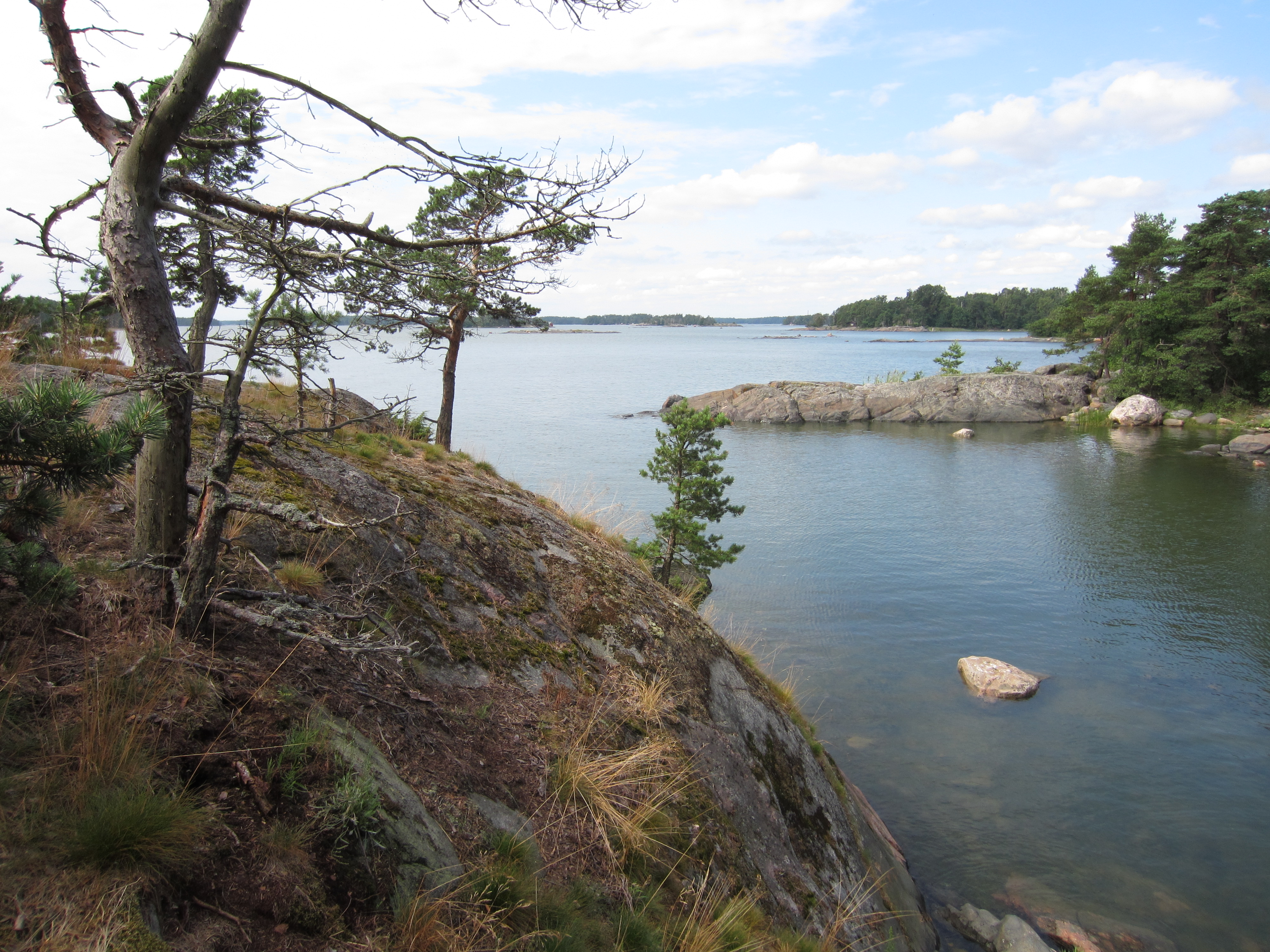
Blick Richtung Westen; felsiger Untergrund

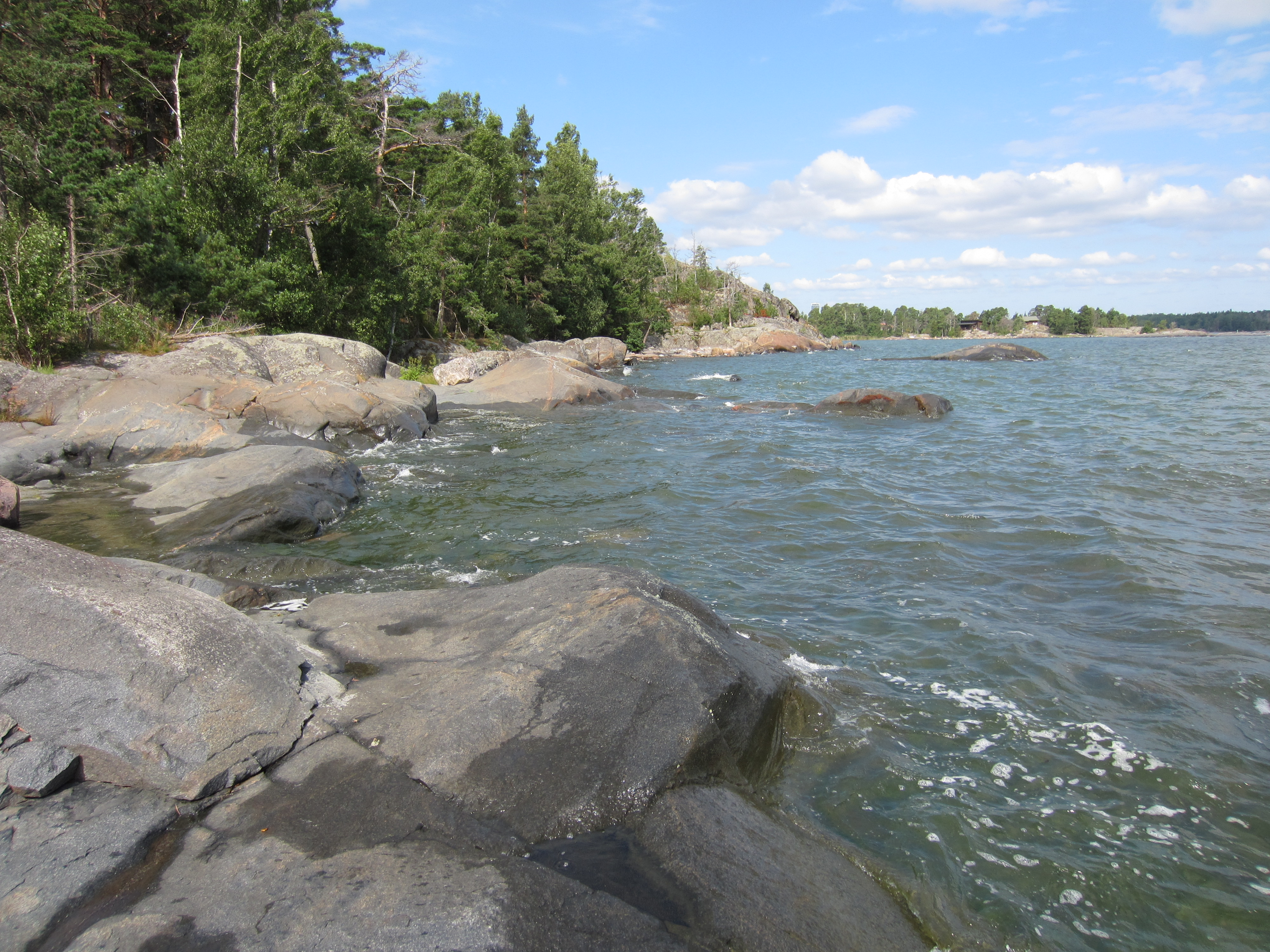
Felsen im Osten

Kalliosaari (schwed. Bergholmen, deutsch Felseninsel) ist eine unbewohnte Insel in der Ostsee vor der finnischen Hauptstadt Helsinki. Sie ist ein beliebtes Naherholungsgebiet.

## Geographie
Die Insel liegt im Finnischen Meerbusen, etwa 400 m südöstlich der Halbinsel Vuosaarenselkä im Osten der finnischen Hauptstadt. Zwischen Vuosaarenselkä und Kalliosaari liegt die kleine Insel Voirasia. Kalliosaari misst etwa 150 m in Ost-West-Ausdehnung und 450 m in Nord-Süd-Richtung und hat eine Fläche von 4,2 ha und ist im Verhältnis zu ihrer Größe mit 19 Metern relativ hoch. Am südlichen Ende ist auf der Insel selbst eine Halbinsel ausgebildet, im Westen eine natürliche Bucht. Kalliosaari besteht wie alle Schären an der finnischen Südküste aus Felsgestein, die Küste hat sich in der letzten Eiszeit gebildet.

## Verwaltung
Die Insel gehört zum Teilgebiet Kallahti des Helsinkischen Stadtbezirks Vuosaari.

## Nutzung
Auf der Insel gibt es eine Toilette, mehrere Tische mit Bänken sowie Feuerstellen und eine öffentliche Abfallentsorgung. In der Bucht im Westen existiert ein Sandstrand, rings um die Insel existieren viele Bademöglichkeiten vom Felsen aus. Die Pflege der Insel obliegt der Uudenmaan virkistysalueyhdistys ry (deutsch etwa: Vereinigte Erholungsgebiete Uusimaa). Sie wurde 1994 gekauft und hat die Seekartennummer Z 625.

## Erschließung
Kalliosaari ist nicht erschlossen, es existiert keine Brücke, kein Anlegesteg, Fährverbindung oder Ähnliches. Man erreicht die Insel ausschließlich mit kleinen Booten. Die Insel ist mit Flechten, Moosen und Gras bedeckt und mit kleineren Kiefern bewaldet.